# 東コンゴ・イニシアティブ
東コンゴ・イニシアティブ（ECI）（英:Eastern Congo Initiative）は、ベン・アフレックによって2010年3月に設立された東コンゴ難民支援のための 非営利団体である。
ECIは、コンゴ民主共和国への人道的救援活動におけるコミュニティ構築の取り組みのための国際的な擁護活動に取り組んでいる。

## 歴史
東コンゴ・イニシアティブ（ECI）は、ベン・アフレックが2010年3月に設立した東コンゴ難民支援のための非営利団体である。
彼は 2007年から、戦争で荒廃した東コンゴ（コンゴ民主共和国（DRC））の人道危機を研究・調査し、難民、司令官や議会の議員などと面談、2008年6月に
ABC Newsでレポートを発表した。2008年12月には、コンゴの難民の窮境を短編映画として公開し、 国連と協力した。
2010年3月に 東コンゴ・イニシアティブ（ECI）を設立。
レイプや性的暴力の生存者を支援、医療や教育へのアクセスを増やし、経済的機会を促進させたコミュニティレベルの平和と和解のプログラムを実行している。

アフレックは、次のように述べている。

私たちはこの地域の局面に対して、これまでにないような新しい方法と挑戦により、人道援助と持続可能な発展のための経験を用いて、パートナーとの独自の新案をまとめました。今、この危機に着目し、それによって影響を受ける人々の危機管理度を上げて、彼らとの地域に関する積極的な意見交換により、非常な困難に直面しているコンゴの人々と共に働きます。（英:Eastern Congo Initiative）

2015年ピープルズ・チョイス・アワード人道主義者賞に、ECI Founderのベン・アフレックが受賞！

## 支援メンバー（ECIパートナーズ）
Howard Graham Buffett, philanthropist - Founding member

Faida Mitifu, DRC Ambassador to the US - Advisory Committee member

Humanity United - Founding member

The Bridgeway Foundation - Founding member

Jewish World Watch - Founding member

## 参照
1. ↑  “ECI: Overview”.   easterncongo.org. 2010年3月22日閲覧。
2. ↑  “Ben Affleck Creates Aid Group for Congo”. The Associated Press. (2010年3月22日) 2010年3月22日閲覧。
3. 1 2 3 4 5  “Ben Affleck Launches Initiative to Support Local Solutions in Eastern Congo”.  PRNewswire. 2010年3月22日閲覧。
4. ↑  “Here’s Every Time Fans Freaked Out During People’s Choice Awards 2015”. The People's Choice. (2015年1月8日) 2015年1月8日閲覧。
5. ↑  “People's Choice Awards 2015 - Ben Affleck - " Favorite Humantarian"”. TheRobotCinema. (2015年1月8日) 2015年1月8日閲覧。